# Nuitari, la Luna Negra
Nuitari es el dios de la magia negra en el escenario de campaña de Dragonlance, del juego de rol Dungeons & Dragons, y una luna homónima del planeta ficticio Krynn.

## Trasfondo

### Nuitari
Nuitari es la luna negra de Krynn. Sólo saben de su existencia los astrólogos, navegantes, hechiceros y estudiosos de los cielos, ya que no se delimita su contorno más que cuando eclipsa a estrellas y planetas. La influencia de la nigromancia sufre altibajos según su posición en la bóveda celeste. Nuitari, dios de la magia negra, obtuvo su naturaleza malvada de sus padres, Takhisis y Sargonnas. Como los demás dioses de la magia, Nuitari abandonó su plano natal para orbitar Krynn en el plano etéreo. Reside justo más allá de la luna negra que es su símbolo. Esta es la más pequeña de todas las lunas, Nuitari vigila Krynn y fomenta su más grande amor, la magia.
Mientras vagaba por Krynn en forma de avatar, Nuitari fundó la orden de hechicería de la Túnica Negra. Esta orden abraza las creencias de Nuitari de que la magia debería ser algo secreto y codiciado.

### El dios Nuitari
Otros nombres: Merodeador Nocturno (Mithas), Oscuridad (Elian), Mano Negra (Balifor), Impío (Thorbardin).
Género: Masculino
Plano natal: Acheron (inicialmente), Frontera Etérea (actualmente)
Símbolo: Esfera o Círculo Negro.
Colores: Negro.
Ámbito de Influencia: Magia Negra.
Motivaciones: Nuitari, como Solinari y Lunitari, busca incrementar la presencia de la magia en Ansalón. Si no puede reclutar un mago para la oscuridad, puede animarlo a convertirse en un renegado, causando dolores de cabeza a Solinari y Lunitari. Trabaja distantemente con los otros dos dioses de la magia para traer más y mejor magia a Krynn. Pero Nuitari querría que todo fuese magia negra.
Avatares de Nuitari: Nuitari se inclina hacia la forma de un joven tranquilo e intenso con pelo negro cual ala de cuervo y una larga túnica negra. También puede aparecerse como un niño perverso.
Sacerdotes: Para convertirse en un sacerdote de Nuitari, un aspirante debe ser primero un hechicero de Túnica Negra. Más adelante, el hechicero debe buscar entonces a un sacerdote de Nuitari para que le inicie en el sacerdocio.
- Datos: Q3813485